# 未央区
未央区（びおう-く）は、中華人民共和国陝西省西安市に位置する市轄区。

## 行政区画
- 街道:張家堡街道、三橋街道、辛家廟街道、徐家湾街道、大明宮街道、譚家街道、草灘街道、六村堡街道、未央宮街道、漢城街道、未央湖街道、建章路街道